# 108 Hecuba
108 Hecuba este un asteroid din centura principală, descoperit pe 2 aprilie 1869, de Robert Luther.

## Denumirea asteroidului
Numele asteroidului face referire la numele Hecubei, personaj din mitologia greacă, cea de-a doua soție a regelui troian, Priam.